# Gertrude Comfort Morrow
Gertrude E. Comfort Morrow (San Francisco, Estados Unidos; c. 1888 – Tucson; 1983) fue una arquitecta estadounidense de principios del siglo XX. Algunas de sus obras las realizó en colaboración con su cónyuge, el arquitecto Irving Morrow.

## Primeros años y educación
Gertrude Comfort Morrow nació como Gertrude E. Comfort en San Francisco, California, y asistió a la Alameda High School en el East Bay. Consiguió su bachillerato en arquitectura de la Universidad de California, en Berkeley, en 1913, y su maestría un año más tarde. Mientras todavía era una estudiante, ganó un concurso para el diseño de un escudo de armas para la hermandad de mujeres Gamma Phi Beta, encontrándose en uso en la actualidad.

## Carrera arquitectónica
Después graduarse en la universidad, Gertrude Comfort trabajó en la oficina de Henry Gutterson. Abrió su oficina propia en 1917 en el centro de San Francisco y trabajó bajo su nombre de soltera por varios años. Sus diseños de casas más tempranos eran tradicionales en su estilo. Durante la Primera Guerra Mundial, por ejemplo, fue la arquitecta supervisora  para el desarrollo del St. Francis Woods, un enclave de clase media en San Francisco donde la arquitecta Ida McCain también construyó algunas casas. Otros proyectos suyos incluyen el Women's Athletic Club en Oakland, California, y el edificio de música en el Monrovian Seminary y la Universidad para Mujeres en Bethlehem, Pensilvania.
En 1920, se casó con el arquitecto Irving F. Morrow. En 1922 nació su hija, y en todo este tiempo, la pareja trabajó en su empresa Morrow & Morrow y colaboraron en muchos de proyectos arquitectónicos entre los años 1925 y 1940, en San Francisco. El más famoso en los que trabajaron juntos entre 1930 y 1937 fue el diseño de las geométricamente estilizada torres art déco, pasarelas, barandillas, y la iluminación del Puente Golden Gate, así como su famoso esquema de pintura naranja. Aunque Irving Morrow es usualmente acreditado como el promotor de estas características del diseño del puente, su hija declaró que fue su madre quien tuvo mayor implicación en el diseño. Además, hay al menos una carta de Irving Morrow discutiendo las ideas de diseño de la empresa para el puente en el que los pronombres "nosotros", "nos" y "nuestro" se utilizan en todas las misivas. Otro proyecto conjunto fue el edificio modernista Alameda-Contra Costa County hecho para la Exposición Internacional Golden Gate de 1939 en la isla Treasure. En la década de 1930, la pareja diseñó en Estilo Internacional una casa en el área de Forest Hill para la profesora del San Francisco State College, Oliva Cowell (madrastra del compositor Henry Cowell) que es citada como la primera casa verdaderamente modernista en San Francisco. Este edificio era una excepción, sin embargo, porque la mayoría de las casas Morrow & Morrow fueron construidas en estilos más convencionales.
Gertrude Comfort cerró Morrow & Morrow y se retiró de la arquitectura cuando Irving murió en 1952, virando sus esfuerzos en otras direcciones. Se convirtió en una galardonada bailarina de salón, y también se dedicó a la pintura de paisajes en acuarela. Murió en Tucson, Arizona, a la edad de 95 años. Sus documentos son parte del Irving F. & Gertrude Comfort Morrow Collection de la Universidad de Berkeley, el cual incluye fotografías y dibujos de su trabajo, junto con varios otros papeles y registros.

## Lista parcial de edificios
- N.º 70 de Santa Mónica, San Francisco
- N.º 30 de San Leandro Way, San Francisco
- N.º 1651 de Portola, San Francisco (derribado)